# 谢济
谢济（法語：Chézy，法語發音：[ʃezi]）是法国阿列省的一个市镇，位于该省北部偏东，属于穆兰区。

## 地理
谢济（46°36'40"N, 3°28'4"E）面积36.53 平方千米，位于法国奥弗涅-罗讷-阿尔卑斯大区阿列省，该省份为法国中部省份，北起涅夫勒省、西北接谢尔省，西南至克勒兹省，南至多姆山省，东南临卢瓦尔省，东临索恩-卢瓦尔省。
与谢济接壤的市镇（或旧市镇、城区）包括：拉沙佩勒欧沙斯、舍瓦涅、热讷蒂讷、吕西尼、伊泽尔、吕斯奈莱赛克斯。

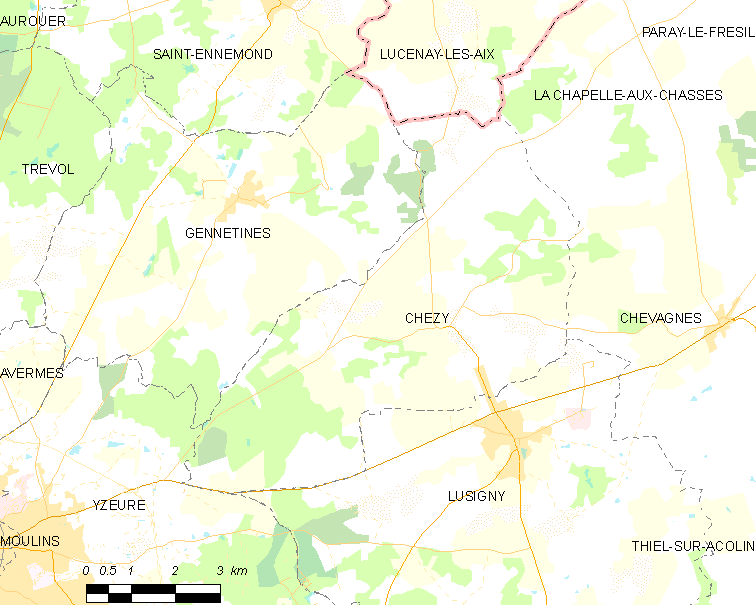
谢济的OSM定位图

谢济的时区为UTC+01:00、UTC+02:00（夏令时）。

## 行政
谢济的邮政编码为03230，INSEE市镇编码为03076。

## 政治
谢济所属的省级选区为贝布尔河畔栋皮埃尔县。

## 人口

1962-2008年间谢济人口变化图示

谢济于2022年1月1日时的人口数量为214人。